# Atla (Mythologie)
Atla (altnordisch für „die Streitsüchtige“) ist der Name einer Riesin oder Trollfrau in den Thulur. Gemäß der Völuspá in skamma (Hyndlulióð – Hdl 37) wird sie in der nordischen Mythologie als eine der neun riesischen Mütter des Gottes Heimdallr angeführt, die diesen mit Odin gezeugt und am Rande der Erde geboren haben. Atla ist eine Wassergöttin und die Tochter der Meeresgötter Ägir und Ran.
Atla und ihre acht Schwestern bilden die Wogen des Meeres. Sie halfen ihrem Vater dem Meeresriesen Ägir, das Bier für die Feste der Asen zu brauen.
Die neun Töchter des Ägir werden mit unterschiedlichen Namen angegeben:
- Atla, Angeyia, Eistla, Eyrgiafa, Giálp, Greip, Imðr, Járnsaxa, Úlfrún;
- Atla, Angeia, Eistla, Urgeba, Gelf, Greif, Sind, Eisensaxa, Wolfrun;
- Bára, Blóðughadda, Bylgja, Dúfa, Hefring, Himinglæva, Hrönn, Kolga, Uðr.

Das heißt die Namen scheinen nicht eindeutig festgelegt gewesen zu sein, sondern jedes Synonym für „Welle“ konnte von den Dichtern benutzt werden.